# Gobierno de Misael Pastrana
El gobierno de Misael Pastrana fue el gobierno en Colombia entre el 7 de agosto de 1970 y finalizó el 7 de agosto de 1974. Sería el cuarto y último gobierno oficial del Frente Nacional. Fue precedido por el gobierno de Carlos Lleras Restrepo y sucedido por el gobierno de Alfonso López Michelsen.

## Llegada al poder
Tras la consolidación del Frente Nacional, donde se pactó que los partidos políticos tradicionales el Conservador y el Liberal se alternarían el poder cada cuatro años, fue proclamado candidato a la Presidencia el 5 de diciembre de 1969 por la Convención Conservadora, que a su turno lo postuló ante el partido liberal, cuya convención lo aprobó por amplia mayoría, a su vez como candidato único del Frente Nacional, el 5 de noviembre de 1969.
Su designación provocó la disidencia de los otros candidatos conservadores, Evaristo Sourdis quien aglomeraba la Región Caribe y se consideraba candidato de un frente bipartidista costeño, Belisario Betancur, apoyado por grupos de ambos partidos tradicionales, en el centro del país, José Elías del Hierro que representaba el sur del País y Gustavo Rojas Pinilla exdictador y dirigente máximo de la Alianza Nacional Popular (ANAPO), en unas elecciones muy controvertidas por las acusaciones de fraude contra Pastrana. Al parecer la trasmisión se cortó misteriosamente:

Súbitamente, el gobierno canceló la transmisión de resultados parciales y a la mañana siguiente, llegadas las informaciones de los distritos rurales, anunció el triunfo de Misael Pastrana Borrero, el candidato oficial. En un clima muy tenso el presidente ratificó este resultado oficial e impuso el toque de queda en las grandes ciudades.
(Palacios, 2003, p. 261).

Luego de la controversia Pastrana tuvo que esperar hasta el 15 de junio para que su victoria fuera confirmada por la Corte Electoral de Colombia, luego de dos meses de revisión del proceso electoral.

## Gabinete
Dentro de los ministros del gobierno de Pastrana se encontraban Roberto Arenas Bonilla, Luis Carlos Galán Sarmiento (el ministro más joven de la historia de Colombia) y otros políticos jóvenes.
(El orden de esta lista está en armonía con la jerarquía establecida en la constitución colombiana)
| Ministerio                                        | Imagen | Nombre                        | Partido             | Inicio                  | Final                   | Referencias |
| ------------------------------------------------- | ------ | ----------------------------- | ------------------- | ----------------------- | ----------------------- | ----------- |
| Ministerio de Gobierno                            |        | Joaquín Vallejo Arbeláez      | Partido Liberal     | 7 de agosto de 1970     | 17 de noviembre de 1970 |             |
| Ministerio de Gobierno                            |        | Abelardo Forero Benavides     | Partido Liberal     | 18 de noviembre de 1970 | 16 de octubre de 1972   |             |
| Ministerio de Gobierno                            |        | Víctor Mosquera Chaux         | Partido Liberal     | 17 de octubre de 1972   | 19 de octubre de 1972   |             |
| Ministerio de Gobierno                            |        | Roberto Arenas Bonilla        | Partido Liberal     | 20 de octubre de 1972   | 7 de agosto de 1974     |             |
| Cancillería (Ministerio de Relaciones Exteriores) |        | Alfredo Vásquez Carrizosa     | Partido Conservador | 7 de agosto de 1970     | 7 de agosto de 1974     |             |
| Ministro de Justicia                              |        | Miguel Escobar Méndez         |                     | 7 de agosto de 1970     | 13 de abril de 1973     |             |
| Ministro de Justicia                              |        | Jaime Castro Castro           | Partido Liberal     | 14 de abril de 1973     | 7 de agosto de 1974     |             |
| Ministro de Hacienda y Crédito Público            |        | Alfonso Patiño Roselli        | Partido Conservador | 7 de agosto de 1970     | 9 de junio de 1971      |             |
| Ministro de Hacienda y Crédito Público            |        | Rodrigo Llorente Martínez     | Partido Conservador | 10 de junio de 1971     | 13 de abril de 1973     |             |
| Ministro de Hacienda y Crédito Público            |        | Luis Fernando Echavarría      |                     | 14 de abril de 1973     | 7 de agosto de 1974     |             |
| Ministro de Defensa Nacional                      |        | Gral. Hernando Currea Cubides |                     | 7 de agosto de 1970     | 7 de agosto de 1974     |             |
| Ministro de Agricultura                           |        | J. Emilio Valderrama          |                     | 7 de agosto de 1970     | 21 de junio de 1971     |             |
| Ministro de Agricultura                           |        | Hernán Jaramillo Ocampo       |                     | 22 de junio de 1971     | 21 de noviembre de 1972 |             |
| Ministro de Agricultura                           |        | Hernán Vallejo Mejía          |                     | 22 de noviembre de 1972 | 7 de agosto de 1974     |             |
| Ministro de Trabajo y Seguridad Social            |        | Jorge Mario Eastman Vélez     | Partido Liberal     | 7 de agosto de 1970     | 9 de junio de 1971      |             |
| Ministro de Trabajo y Seguridad Social            |        | Crispin Villazón de Armas     | Partido Liberal     | 10 de junio de 1971     | 17 de abril de 1973     |             |
| Ministro de Trabajo y Seguridad Social            |        | José Antonio Murgas           | Partido Liberal     | 18 de junio de 1973     | 7 de agosto de 1974     |             |
| Ministro de Salud Pública                         |        | José Ignacio Díaz Granados    |                     | 7 de agosto de 1970     | 9 de junio de 1971      |             |
| Ministro de Salud Pública                         |        | José María Salazar Buchelli   |                     | 10 de junio de 1971     | 7 de agosto de 1974     |             |
| Ministro de Desarrollo Económico                  |        | Jorge Valencia Jaramillo      | Partido Liberal     | 7 de agosto de 1970     | 4 de mayo de 1972       |             |
| Ministro de Desarrollo Económico                  |        | Hernando Agudelo Villa        | Partido Liberal     | 5 de mayo de 1972       | 13 de abril de 1973     |             |
| Ministro de Desarrollo Económico                  |        | José Raimundo Sojo Zambrano   |                     | 14 de abril de 1972     | 7 de agosto de 1974     |             |
| Ministro de Educación                             |        | Luis Carlos Galán Sarmiento   | Partido Liberal     | 7 de agosto de 1970     | 4 de mayo de 1972       |             |
| Ministro de Educación                             |        | Juan Jacobo Muñoz             |                     | 5 de mayo de 1972       | 7 de agosto de 1974     |             |
| Ministro de Comunicaciones                        |        | Humberto González Narváez     | Partido Conservador | 7 de agosto de 1970     | 9 de junio de 1971      |             |
| Ministro de Comunicaciones                        |        | Juan B. Fernández Renowitzky  |                     | 10 de junio de 1971     | 13 de abril de 1973     |             |
| Ministro de Comunicaciones                        |        | Carlos Holguín Sardi          | Partido Conservador | 14 de abril de 1973     | 7 de agosto de 1974     |             |
| Ministro de Obras Públicas                        |        | Argelino Durán Quintero       | Partido Conservador | 7 de agosto de 1970     | 7 de agosto de 1974     |             |
| Ministro de Minas y Petróleos                     |        | Juan B. Fernández Renowitzky  |                     | 7 de agosto de 1970     | 9 de junio de 1971      |             |
|                                                   |        | Rafael Caicedo Espinosa       |                     | 10 de junio de 1971     | 13 de abril de 1973     |             |
|                                                   |        | Gerardo Silva Valderrama      |                     | 14 de abril de 1973     | 7 de agosto de 1974     |             |

Se posesionó el 7 de agosto de 1970. El lema de su mandato fue "Frente Social, Objetivo el Pueblo". Basó su gobierno en su plan de desarrollo llamado Las Cuatro Estrategias, que fue diseñado con el Profesor Lauchlin Currie quien fue su asesor en política económica, entre 1970 y 1974.
Ejecutó lo que llamó "la colombianización del patrimonio del país" con la intervención en empresas petroleras propiedad de multinacionales, y la reglamentación de la inversión extranjera en la banca.
Como presidente, Misael Pastrana enfrentó el desastre natural de Quebrada Blanca, el Paro nacional universitario en Colombia de 1971, creó el sistema monetario de la Unidad de Poder Adquisitivo Constante (UPAC) y el UPV, y presenció el surgimiento de la guerrilla urbana del Movimiento 19 de abril (M-19) en 1973, y los enfrentamientos entre los esmeralderos (guerras verdes) que dieron la pauta para la creación de Esmeracol.
Durante su gobierno, creció considerablemente la exportación de manufacturas y se impulsaron las obras públicas. Se pavimentaron 2.300 kilómetros de carreteras, se terminó la Troncal Occidental, se construyeron aeropuertos y se inauguró la Central de Abastos de Bogotá.
También dio impulso a la "colombianización del patrimonio del país", política de devolución de los yacimientos de explotación de petróleo por parte de las empresas petrolíferas a Colombia, inauguró la despensa de alimentos más grande de Colombia (Abastos), y en materia internacional negoció con Venezuela la delimitación de sus territorios.

## Economía

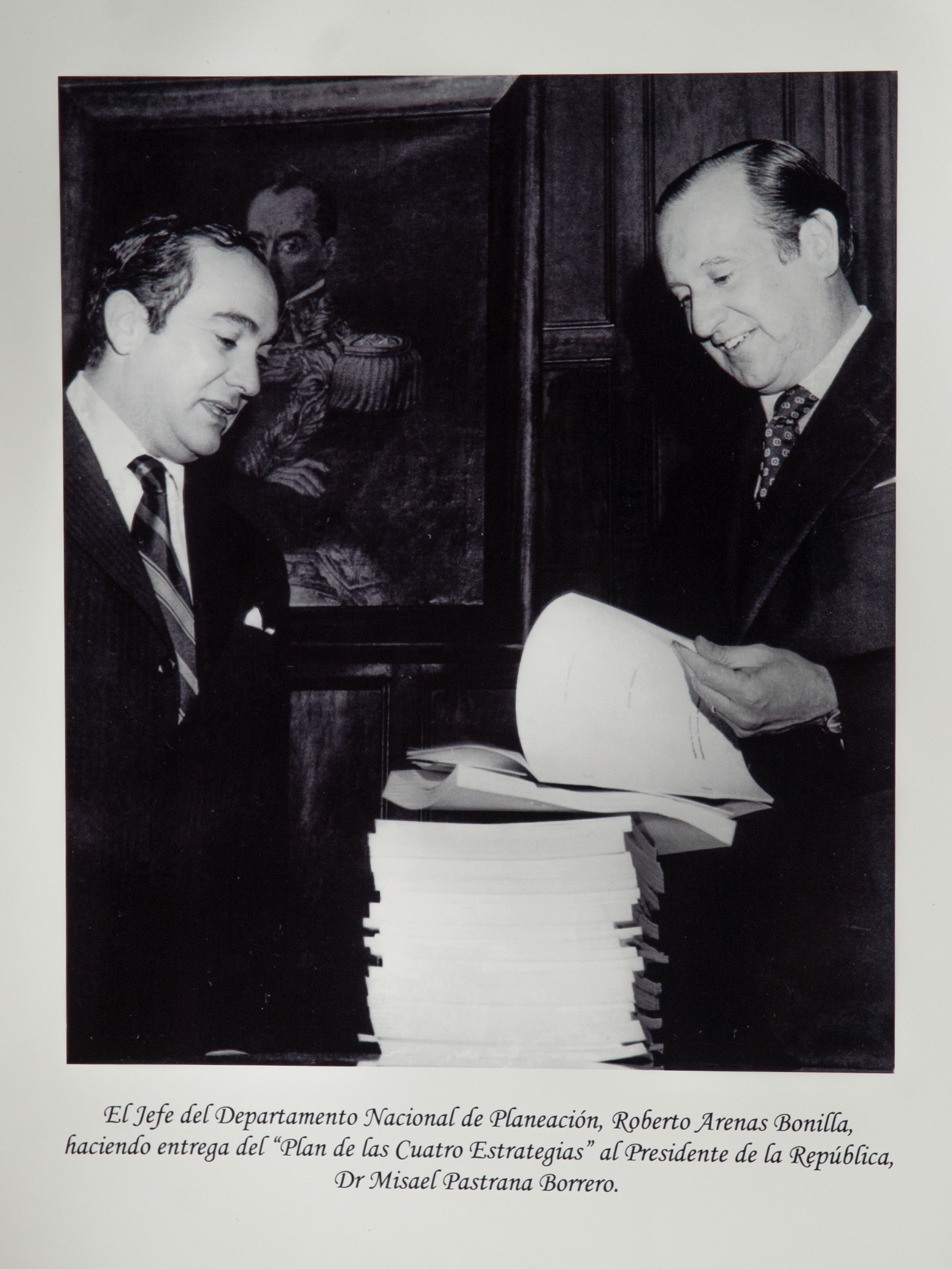
Pastrana con su ministro de Gobierno, Roberto Bonilla

Desarrollo el plan de desarrollo denominado Las cuatro estrategias, para el crecimiento urbano, el alza en las exportaciones, mejorar la productividad agraria con el Plan de Desarrollo Rural Integrado (DRI) y la distribución. Durante su gobierno se creó el sistema de la Unidad de Poder Adquisitivo Constante (UPAC) de ahorro para vivienda. mediante el Decreto 667 de 1972, que fue modificada posteriormente en el gobierno de su hijo Andrés Pastrana.
En materia bancaria, se dio la nacionalización del Banco de la República en 1973, por medio de la Ley 7 y el Decreto 2617, con lo cual el gobierno colombiano empezó a controlar los asuntos de la banca nacional de forma directa. También creó el Banco de los Trabajadores.
Por otro lado, las exportaciones de manufacturas crecieron de 98.8 millones de dólares a 526.1 millones;[cita requerida] fue la primera vez que la mediana y la pequeña industria superaron las exportaciones de café, se generaron un millón de nuevos puestos de trabajo. 
En materia de hidrocarburos, en su gobierno se dio la privatización de la producción petrolera, pues las empresas estadounidenses Colpet, Sagog y Gulf comenzaron a devolver las concesiones que se les había otorgado décadas antes para la extracción en Orito (en el Amazonas colombiano). Por su parte Shell y Texaco también reinvirtieron sus concesiones con el gobierno, quien renegoció las condiciones en nuevos yacimientos como los de las costas de Cartagena (en el Caribe) y Tumaco (en el Pacífico). También sentó las bases para la creación del gigantesco yacimiento de carbón El Cerrejón en 1976.
La ensambladora de automóviles Sofasa, que llegó a Colombia de la mano del antecesor de Pastrana a finales de 1969, inició operaciones en el municipio de Envigado en el departamento de Antioquia y el primer vehículo que se ensambló fue el Renault 4, de origen francés. Este vehículo se convirtió con los años en el carro familiar por excelencia de los colombianos, ya que le permitió a las familias acceder por medio de créditos a autos de esta referencia.

### Fin de la Reforma Agraria
Estuvo enfrentado con la Unión de Trabajadores de Colombia (UTC), los movimientos sindicalistas de los años 70, la Asociación Nacional de Usuarios Campesinos (ANUC), creada en 1968 por Lleras Restrepo y sus miembros invadieron predios privados para ejercer presión en el gobierno sobre la adjudicación de predios. Los terratenientes y el gobierno respondieron con el Pacto de Chicoral (Tolima), que puso fin al intento de Reforma Agraria iniciado por Lleras. 
A pesar de los esfuerzos de su predecesor Carlos Lleras en materia agraria, Pastrana realizó el Pacto de Chicoral con terratenientes, ganaderos y hacendados, lo que frenó los avances logrados en la reforma agraria. Así mismo Pastrana se opuso a los avances de la Asociación Nacional de Usuarios Campesinos (ANUC), sustituyendo la redistribución de tierras por colonización de terrenos baldíos en regiones remotas, es decir, la colonización de tierras sin dueño propiedad del Estado.

## Sociedad
Respecto de la seguridad social amplió el régimen de pensiones para las viudas y los hijos huérfanos, y para los periodistas, que no contaban hasta ese entonces con derecho a pensionarse. También creó un concejo para centralizar el sistema de subsidios familiares, inició el sistema del médico para las familias y lo extendió a los trabajadores agrarios e independientes o contratistas. Igualmente creó un plan nacional de alimentación para la infancia, a través de centros comunitarios que prestaban éstos servicios.
En 1973 impulsó una reforma constitucional para la adopción del voto desde los 18 años, ya que hasta ése momento sólo podían ejercer ése derecho los mayores de 21 años. La reforma no prosperó y sólo pudo ser aprobada durante el gobierno de López Michelsen, en 1975, año en que también se rebajó al edad de la mayoría de edad a los 18 años.
Enfrentó la tragedia de Quebrada Blanca pocos días antes de entregar el cargo. Sucedió como un derrumbe en la vía Bogotá-Villavicencio, causado por las condiciones climatológicas extremas y frecuentes de la zona, dejando un saldo de 500 personas muertas, ya que la vía afectada se encontraba en funcionamiento pleno. La tragedia ocurrió precisamente el 28 de junio de 1974, días antes de dejar su cargo. Los derrumbes en la zona siguen sucediendo con frecuencia.

## Obras

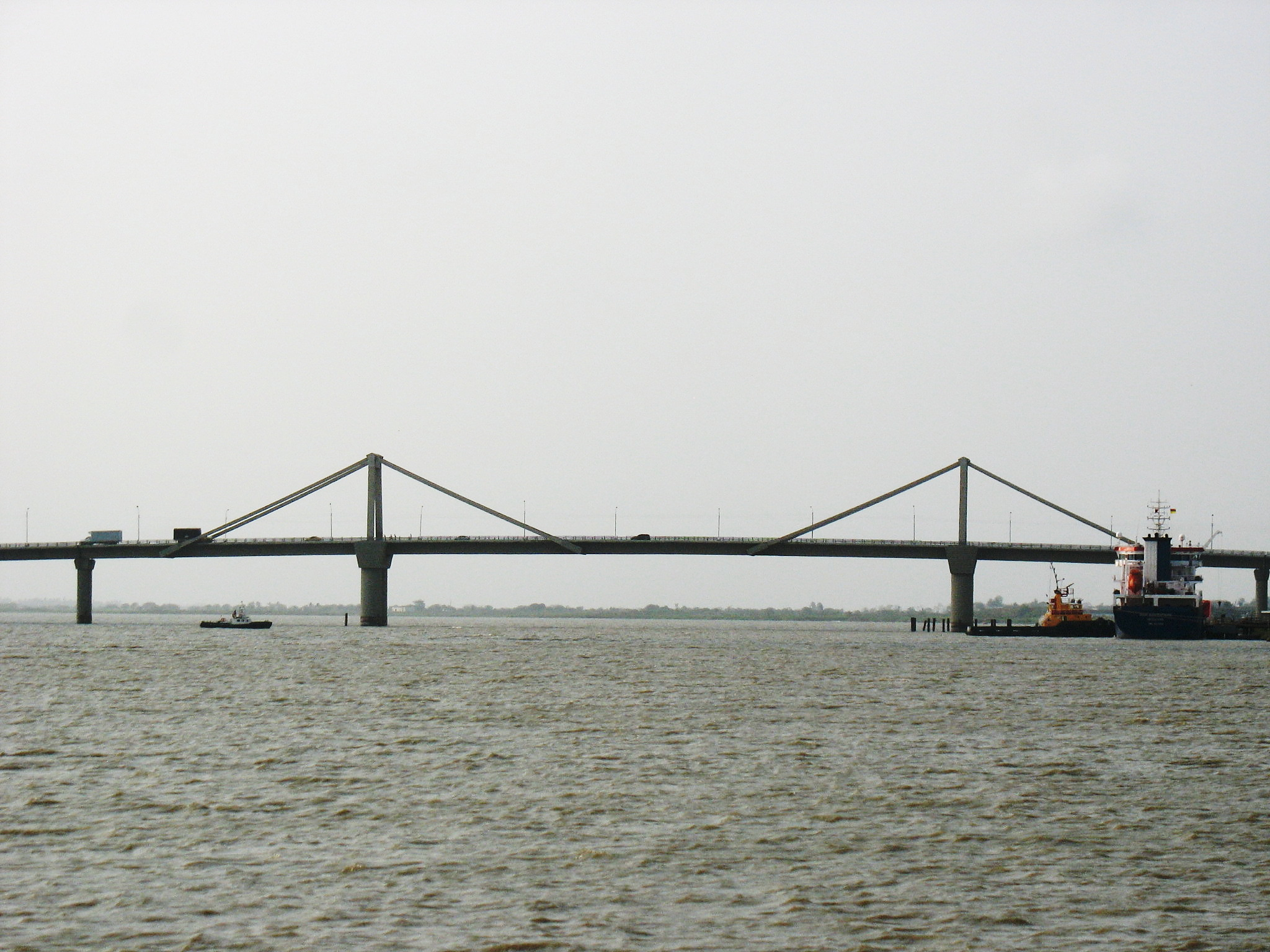
Puente Pumarejo, 2008

Pastrana impulsó la remodelación del Aeropuerto de El Dorado de Bogotá, y la construcción de los aeropuertos de Bucaramanga (Palonegro), de Leticia (Alfredo Vásquez Cobo), de Montería (Los Garzones) y de Pitalito (Huila; Contador), además de la construcción de 14 nuevas pistas de aterrizaje para aeropuertos ya existentes. 
Ordenó así mismo la construcción del Puente Monumental de Barranquilla, que se llamó oficialmente Puente Laureano Gómez, en honor al expresidente conservador, pero que coloquialmente siempre se denominó Puente Alberto Pumarejo, importante hombre de negocios de la región, emparentado con la familia López. El puente fue inaugurado el 6 de abril de 1974.
Respecto de la economía nacional es importante la mención de Corabastos, la mayor central de abastos de Colombia y una de las más relevantes en la región, que fue inaugurada el 20 de julio de 1972. La central fue creada a partir de las plazas de mercado de Bogotá, y se constituyó como sociedad anónima en el sector de Kennedy, donde se encuentra actualmente.

## Medio ambiente
Creó a finales de su gobierno el Código de Recursos Naturales, un compendio de normas que buscaban la protección del medio ambiente colombiano, y el primero de su clase en Hispanoamérica. Fue uno de los jurados Premio Sasakawa del Programa del Medio Ambiente de la Organización de las Naciones Unidas.  Fue a su vez vicepresidente del Premio Mundial de la Paz de la Unesco.

## Seguridad y conflicto armado
Como parte del conflicto armado interno en Colombia, el gobierno Pastrana ejecutó la Operación Anorí en Antioquia en 1973 contra la guerrilla marxista del ELN. Para mejorar el nivel operativo de las fuerzas militares se adquirieron aviones franceses Mirage 5 para la Fuerza Aérea Colombiana y dos submarinos alemanes para la Armada Nacional, ambas adquisiciones en 1972.

### Primera guerra verde

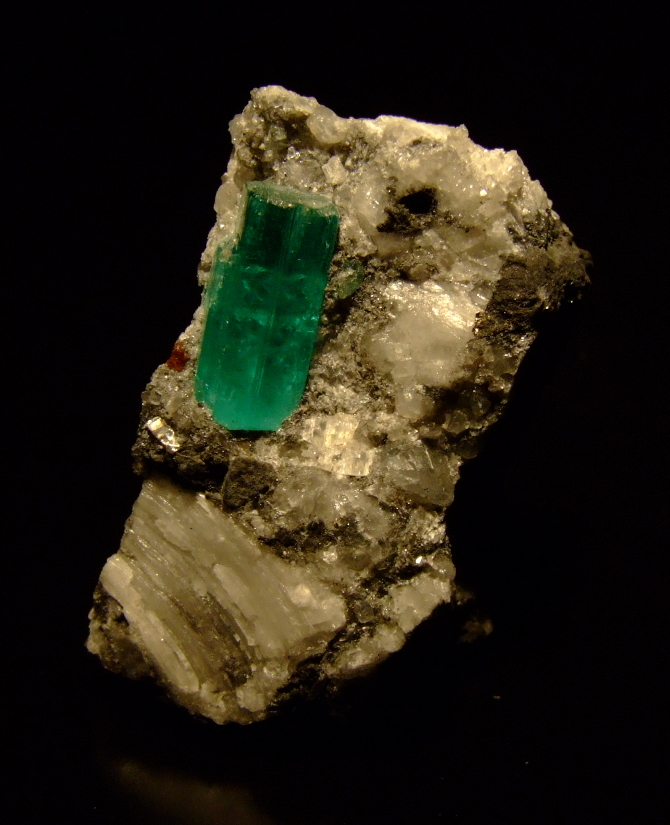
Esmeralda de Muzo, Boyacá

Pastrana también intentó sin éxito enfrentar los violentos conflictos entre los esmeralderos de Boyacá que databan desde 1965. En 1971 fue abatido uno de ellos: Humberto Ariza "El Ganso". El saldo final del conflicto fue de 1500 muertos que dejó la llamada primera guerra verde.
Imposibilitado de actuar contra los esmeralderos y sus sangrientas vendettas, y presionado por éstos para que diera el control de las minas a los particulares (pues los jefes de las esmeraldas contribuyeron a la campaña presidencial oficialista), Pastrana cerró las minas (propiedad del Estado) y estableció un sistema de licitaciones para adjudicación de las zonas esmeraldiferas en 1973.
No fue sorpresa que todas las concesiones las ganaran los zares de la esmeralda, responsables de las guerras por el control de las minas: Esmeracol de Juan Beetar Dow y Benito Méndez Silva, Tecniminas de Gilberto Molina y Víctor Carranza y Coexminas de Julio Roberto Silva. La solución fue beneficiosa hasta que por los nexos con el narcotráfico los esmeralderos volvieron a enfrentarse años después, en 1975.  Se afirma que Pastrana fue clave, ya como expresidente, para la adjudicación de las minas de Muzo a favor de Carranza, durante el gobierno de López Michelsen.

### Fundación del M-19

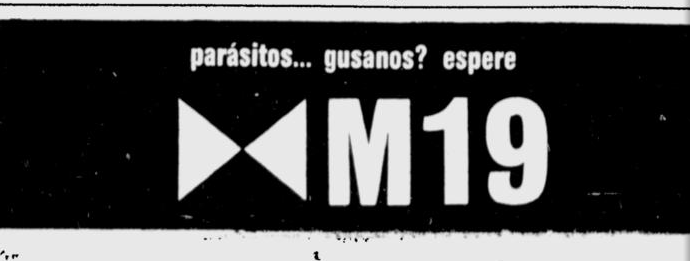
Cartel publicitario M19 - Periódico El Tiempo - 17 de enero de 1974

Salvo algunas confrontaciones con el ELN, el gobierno de Pastrana no tuvo inconvenientes de seguridad importantes, hasta que en enero de 1974 apareció el Movimiento 19 de abril (M-19), que por medio de pautas publicitarias en la prensa nacional generó expectativa entre la población pues se presentaba como un remedio contra "la falta de memoria y los gusanos".
El 17 de enero de 1974 ese grupo realizó el robo de la espada de Simón Bolívar de su lugar de exhibición, en la casa museo Quinta de Bolívar, dándose a conocer ante el país y el mundo como una guerrilla nacionalista y bolivariana.
La guerrilla surgió a raíz de la victoria no exenta de acusaciones de fraude de Pastrana sobre Rojas Pinilla durante las elecciones de 1970. La organización guerrillera se fundó en 1973, con varios miembros de la ANAPO y militantes de varias corrientes políticas, exmiembros de las Fuerzas Armadas Revolucionarias de Colombia (FARC), entre otros proyectos revolucionarios. Sus líderes fueron el exmilitante del MRL de López Michelsen, de las FARC y líder estudiantil, Jaime Bateman, y su compañero de estudios, el psicólogo de la Universidad Nacional, Álvaro Fayad entre otros.

## Relaciones exteriores

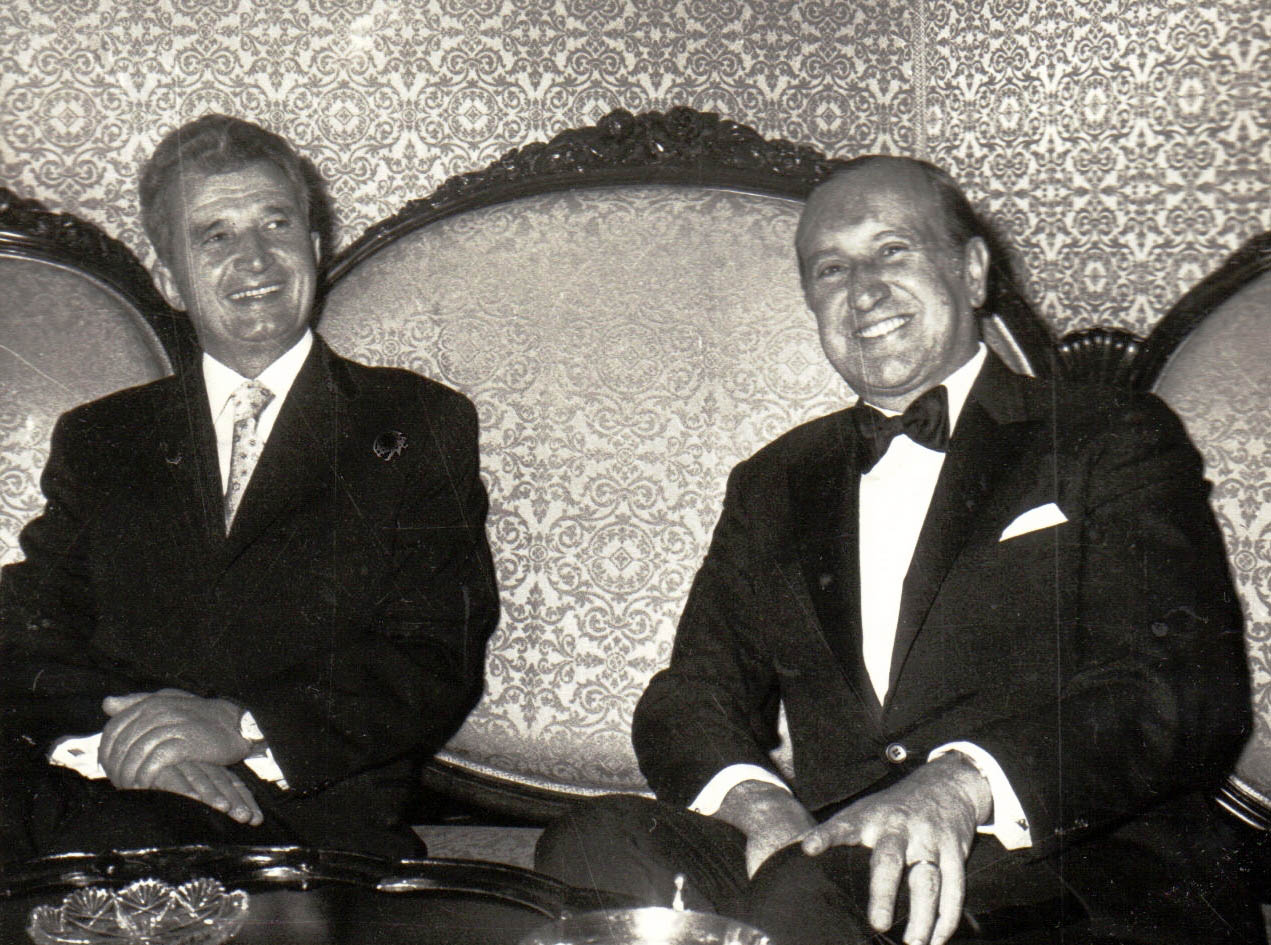
Nicolae Ceauşescu con Misael Pastrana, 1973

La administración Pastrana adelantó conversaciones con el presidente de Venezuela, Rafael Caldera, sobre la delimitación de áreas marinas y submarinas, que aún continua en litigio internacional. Pese a las controversias Pastrana visitó Caracas el 23 de junio de 1973 para la celebración del sesquicentenario de la Batalla del Lago de Maracaibo, y Caldera visitó Bogotá en 1974.
Católico fervoroso, entabló negociaciones con la Santa Sede para la reforma del Concordato de 1887, pese a que no se llegaron a acuerdos satisfactorios sobre el estado civil de las personas relacionados con la actividad notarial de la Iglesia en Colombia.
En septiembre de 1973, un mes después de cumplirse el tercer año de su mandato, Pastrana recibió en Bogotá al presidente del Consejo de Estado y jefe de Gobierno de Rumania, el líder comunista Nicolae Ceauşescu, quien estaba de gira por Latinoamérica, pasando también por Cuba, Costa Rica, Venezuela, Ecuador, Perú y Chile. Sin embargo el golpe de Estado en Chile del 11 de septiembre hizo que Ceauşescu pasara de largo y regresará a su país.

Allende dando un discurso en plaza pública.

Dos años antes, el 1 de septiembre de 1971 Pastrana recibió en visita oficial precisamente a Salvador Allende, presidente de Chile (y contra quien se fraguó el Golpe de Estado de 1973). La visita sin embargo no estuvo exenta de controversias, por las corrientes políticas tan diferentes entre Allende y Pastrana. Fruto de esa visita surgió una anécdota que su hijo Andrés, ya como presidente de Colombia, recordó en un discurso a su visita a  Santiago, durante una cena en honor al presidente Ricardo Lagos, en octubre de 2000. La anécdota incluye un fragmento de lo dicho por Pastrana Borrero ese 1 de septiembre de 1971:

"Pareciera que la distancia interpuesta por la geografía entre nuestras naciones estuviera compensada por nuestra aproximación en el culto de unos ideales que han inspirado el discurrir republicano de nuestras gentes y, como colombiano, me complace intuir que serán más vigorosos, sinceros y profundos"
Misael Pastrana, Bogotá, 1971

Por su parte Allende afirmó:

"Estoy aquí no como representante de un movimiento político sino como el presidente de los chilenos”
Salvador Allende, Bogotá, 1971

## Controversias
Su elección fue controvertida, ya que el 19 de abril de 1970 resultó elegido tras la interrupción del conteo oficial que se estaba transmitiendo por vía radial esa noche. Los que acusan a Pastrana de fraude, en su mayoría aglutinados en la Alianza Nacional Popular (ANAPO), informan que el conteo oficial daba como ganador al rival populista Gustavo Rojas Pinilla. El consolidado final sólo se pudo conocer días después, luego de intensas protestas que llevaron al presidente Lleras a declara estado de sitio. El propio Pastrana declaró turbado el orden por medio del decreto 250 de 1971. 
Su decisión de adjudicar por licitación pública las minas de esmeraldas de Boyacá tampoco estuvo exenta de la controversia: Se dice que Pastrana era amigo personal de uno de los socios de Esmeracol, Juan Beeter Dow, quien lo relaciona a su vez con Víctor Carranza, amigo de Ospina Pérez y su esposa. De esta manera la decisión de terminar con el control estatal de las minas se vio empañada por los nexos de los esmeralderos con Pastrana, quien supuestamente recibió 20 millones de pesos de la época para su campaña presidencial de 1970.
Se entrevistó con el entonces presidente de Chile Salvador Allende, durante visita oficial de este último a Colombia, también en 1971, lo que le ganó críticas por la abierta inclinación comunista del chileno, y la simpatía que generó su llegada entre sectores de izquierda y el ala radical del Partido Liberal colombiano. Así mismo, Pastrana presentó una reforma de educación superior el mismo año de la llegada de Allende, lo cual generó una crisis educativa que obligó a su ministro a aprobar el cierre de 8 universidades a nivel nacional.
Se le acusó de negligencia en la tragedia de Quebrada Blanca porque se negó ordenar el cierre de la vía, ya que según se informa lo consideró como un asunto de poca prioridad. Al parecer tan poco el interés que mostró en el asunto que el derrumbe se transformó rápidamente en una tragedia ambiental y humana de proporciones como la que tuvo, ya que el desastre natural ocurrió durante el tránsito de vehículos de pasajeros y de carga.